# 吉田直
吉田直（日语：吉田 直，1969年10月24日—2004年7月15日），是日本福岡縣遠賀郡出身的已故輕小說作家。

## 生平
1969年生於福岡縣遠賀郡蘆屋町，當地和菓子店的長男。於鹿兒島縣鹿兒島市喇沙中學校及高等學校畢業後，進入早稻田大學法學系。1997年，25歲那時「先天性蛋白質S缺乏症」發作，在治療並修讀京都大學碩士課程期間，以《叛逆的諸神》得到第二屆Sneaker大賞出道。
此後一直在「如果受歡迎程度下降，馬上腰斬」的嚴苛條件下，在雙月刊《The Sneaker》連載小說《聖魔之血》。雖然受到條件限制，《聖魔之血》依然帶給讀者無限的魅力和感動。
2004年7月15日13時50分，仍因前述病症導致肺梗塞而離開人世，享年34歲。

## 作品
- Genocide Angel 叛逆的諸神
- FIGHTER

- 聖魔之血
- 熱風海陸

## 軼事
- 投稿Sneaker大賞時，原以自宅住所（京都市左京区吉田）為筆名「吉田左京」，易與小松左京混淆而改成「吉田直」。[3]

- 在《叛逆的諸神》的自我介紹中，自稱某大學研究所就讀中，專攻中國史。實際上自幼對中國歷史有興趣，以司馬遼太郎為目標想寫中國歷史小說，構思北魏孝文帝當主角、或孫權觀點的《三國志》故事架構。[3]

## 身後
- 猝逝時正值負責《熱風海陸》的小說、世界觀設定及監修工作，時任Broccoli社長木谷高明直奔醫院，輕拭吉田的遺容，下定決心絕對要把這企劃動畫化。後來木谷離開Broccoli，經吉田雙親同意使用做為創立公司名稱[4]，意味著要世間別忘了這部作品。[5]2013年企劃重啟，吉田直列為原作之一，並將版稅一部份分給其遺族[6]。

- 2006年7月1日，由角川書店、GONZO、Broccoli協力，在吉田的故鄉舉行特別企劃「作家吉田直歸故里『樸直展』」（作家 吉田直氏里帰り「スナオ展」），展出遺稿、遺物及作品刊載的插畫原画等。[7][8]

- 2008年9月，中國大陸北京現代視覺研究会、清華大学、北京大学、C-NET動画基地於国際交流基金日本文化中心舉辦「吉田直老師作品捐贈儀式」。[3][9]

- 2010年6月26日，由遺族寄贈作品和遺物彙集成“吉田直文庫”，在吉田出身地福岡縣芦屋町圖書館内公開。[2]